# Sacecorbo
Sacecorbo è un comune spagnolo di 99 abitanti (2022) situato nella comunità autonoma di Castiglia-La Mancia.